# 高子止水
31°34′05″N 120°18′02″E / 31.56816°N 120.30046°E
高子止水，位于中华人民共和国江苏省无锡市梁溪区，是一处古建筑遗址、无锡市文物保护单位。此地原为高攀龙故宅内一水池，后高攀龙投水自尽。

## 特点
明天启六年（1626年），魏忠贤派人迫害东林党，当时已被削籍回乡的都察院左都御史、东林党领袖高攀龙自度难免，有一天亲自往谒道南祠与东林书院。回家后他在油灯下急写《遗表》一则及《别友柬》一通，置于桌上，于次日凌晨投池自尽，享年65岁。他死后宅基不久转售他人。清朝顺治十七年（1660年），高攀龙从子高世泰捐资将原址赎回。康熙五年（1666年），在高攀龙投水捐躯池上葺屋兰楹“止水祠”，成为祭祀高攀龙专祠。
中华人民共和国成立后，止水池、祠均废。1953年，无锡市人民政府对水曲巷高宅后园进行修缮。高氏后裔高昌运请郭沫若题写了“高子止水”四字，并刻石置于水池北岸。文化大革命期间，高子止水曾受破坏。1978年，恢复原址旧貌。之后故居为无锡市第七中学（现江南中学），1957年8月16日，无锡市人民委员会公布其为市级文物保护单位。

## 相关
- 东林书院